# The Art of Flight
The Art of Flight ([ði ɑ:rt ɑ:v flaɪt], deutsch: Die Kunst des Fliegens) ist ein Dokumentarfilm des Regisseurs Curt Morgan über die Wintersportart Snowboarding. Die Kinopremiere war am 7. September 2011 im Beacon Theatre in New York City, am 8. November 2011 war die Europapremiere im Cinemaxx in München. „The Art of Flight“ ist der Nachfolger der Dokumentation „That’s It, That’s All“ aus dem Jahr 2008.

## Produktion
Die Filmproduktion wurde maßgeblich von dem Getränkehersteller Red Bull und dem Sportartikelhersteller Quiksilver finanziert und von Red Bull Media House, Brain Farm Digital Cinema und Lighthouse Home Entertainment produziert. Der Regisseur begründete die Herausforderung und seinen künstlerischen Anspruch für die aufwändige Dokumentation wie folgt: „Das Snowboardpublikum ist nicht sehr groß. Es ist eine Herausforderung, unsere Geschichten und unseren Sport für den Mainstream interessant zu machen, wir wollen die Grenzen verschieben und für ein breites Publikum interessant werden, wir wollen den Actionsport-Film neu definieren.“

### Dreharbeiten
Die Dreharbeiten erstreckten sich von 2009 bis 2011, der Film begleitet dabei zwei Jahre lang den US-amerikanischen Profi-Snowboarder Travis Rice und 16 der weltbesten Fahrer beim Freeriden und Straight Jumps in mehreren, sowohl zugänglichen als auch abgelegenen Bergregionen. Die Dokumentation ist entsprechend den sich wechselnden Drehorten in sieben Episoden unterteilt und hat eine Gesamtlänge von 80 Minuten. Die einzelnen Episoden haben einen vergleichbaren Ablauf und dokumentieren nach einer namentlichen Vorstellung der beteiligten Snowboarder die organisatorischen Vorbereitungen, die Anreise zum Berg und die Abfahrt. Die Episoden haben keine aufbauende Handlung und untereinander keinen Bezug. Die Vorbereitungen sind durch Off-Kommentare unterlegt. Die Anreise der Akteure erfolgt zumeist mit Mehrzweckhubschraubern vom Typ Eurocopter AS350 B3, so dass die Wintersportler direkt auf Bergkuppen abgesetzt und Verletzte umgehend geborgen werden konnten. Die AS350 B3 kann fünf Snowboarder und einen Kameramann aufnehmen, ihre Turboméca Arriel-2B1-Turbine ist leistungsgesteigert und für den Einsatz bei extremen Außentemperaturen und in großer Höhe ausgelegt.
Für die Dreharbeiten in den Snake River Mountains waren umfangreiche Vorbereitungen notwendig. Sechs Arbeiter auf Schlitten benötigten drei Tage, um für das Filmteam einen Weg zum Drehort anzulegen, und einen weiteren, um die 360 Kilogramm schwere Ausrüstung dorthin zu transportieren, davon alleine 80 kg Ballastgewichte für den Auslegerarm der Phantom-Kamera.
Veröffentlicht wurde der Film in einer Kino- und IMAX-Version sowie auf iTunes und den Speichermedien DVD-Video, Blu-ray Disc und 2012 in einer stereoskopischen Version (BD3D). Weiterhin beauftragte Red Bull die Firma Brain Farm mit der Produktion einer achtteiligen Fernsehserie, die das Making-of des Dokumentarfilms thematisiert.

### Kameras
Für die Dreharbeiten kamen unterschiedliche Filmkameras zum Einsatz. Die Zeitlupenaufnahmen wurden mit den Hochgeschwindigkeitskameras Phantom HD Gold und Flex von Vision Research gedreht. Für die Point-of-View-Shots kam der Action-Camcorder Hero von GoPro zum Einsatz. Als digitale Kinokamera wurde die RED One mit einer Auflösung von 4,5K genutzt. Das parallel produzierte Making-of wurde mit Camcorder vom Typ AJ-HPX3700 VariCams von Panasonic in Full-HD (1080p) aufgezeichnet.
Für die Luftfilmaufnahmen wurde die Kugelkamera V14 HD des Herstellers Cineflex verwendet, die unterhalb des Cockpits montiert wird und mit einem Joystick über fünf Achsen vom Kameramann um 360° gedreht werden kann. Gyroskope halten die Kamera vom Typ Sony CineAlta HDC 1500 weitgehend erschütterungsfrei, was verwackelungsfreie Aufnahmen auch mit großem Zoom bis zu einer Brennweite von 1760 mm ermöglicht. Nach Schätzung des Regisseurs wurden 60 % der Aufnahmen mit der Cineflex-Kamera gemacht. Obwohl die Cineflex ursprünglich für die Montage an Hubschraubern konzipiert ist, hat Morgan auch Halterungen für einen Ford F-150, Schneemobile, Quads vom Typ Polaris Ranger XP, Pistenraupen und Liftanlagen konstruiert.

### Drehorte
1. Tordrillo Mountains, Alaska
2. Patagonien, Chile
3. Jackson, Wyoming
4. Nelson, British Columbia, Kanada
5. Aspen, Colorado
6. Revelstoke, British Columbia

## Soundtrack
Die Filmmusik stammt von verschiedenen internationalen Musikern und Musikproduzenten aus dem Bereich der elektronischen Tanzmusik, Independent und Post-Rock:
1. defrag: element L
2. M83: Outro
3. Hendrickson/Dick/Harry: Before the Storm
4. Deadmau5: Ghosts ’n’ Stuff (Nero Remix)
5. Oswin Macintosh: Passion Victim
6. The Naked and Famous: No Way
7. Apparat: Ash/Black Veil
8. Klaus Badelt: Nowhere To Run
9. Blockhead: Sunday Seance (Loka Remix)
10. The Album Leaf: Another Day
11. The Naked and Famous: Young Blood
12. Mel Wesson: Motional Rescue_Pulse
13. Mel Wesson: Stark Light
14. Sigur Rós: Sigur 6 (Untitled)
15. M83: Intro
16. Hum: Iron Clad Lou
17. The Black Angels: Young Men Dead
18. M83: My Tears are Becoming a Sea
19. Okkervil River: Westfall
20. We are Augustines: Chapel Song

## Kritiken
„Einen Actionsport-Film dieser Qualität und visuellen Kraft hatte man zuvor noch nie gesehen. Das liegt nicht an den Stunts, die Morgan zeigt, nicht an den atemraubenden Abfahrten und Sprüngen von Snowboard-Superstars wie Morgans amerikanischem Co-Produzenten Travis Rice, es liegt auch nicht an den großartigen Landschaften, das alles hat man so oder ähnlich schon in anderen Snowboard- und Skiproduktionen gesehen, nein, das liegt, ganz profan, an der technischen und finanziellen Ausstattung des Projekts, das Morgan in die Lage versetzte, Bilder von monumentaler Schönheit zu drehen.“

„Röhrende Jungs mit Wikingerhelmen (sic! gemeint ist: mit Hörnerhelmen), die durch den Wald laufen und auf Bäume schießen, kann man witzig finden, muss man aber nicht. Und auch die Tatsache, dass die Snowboarder rund um Travis Rice permanent mit Helicoptern und Motorschlitten durch die Gegend cruisen, anstelle die Berge zu Fuß zu erklimmen, kann und sollte man diskutieren.“